# The Erotic Adventures of Aladdin X
The Erotic Adventures of Aladdin X è un film pornografico del 1994 diretto da Franco Lo Cascio, sotto lo pseudonimo di Luca Damiano. Gli interpreti principali sono Christoph Clark nei panni di Aladino e Simona Valli nel ruolo della principessa e danzatrice.
Fa parte di una serie di pellicole pornografiche a sfondo favolistico, arricchite con costumi d'epoca. Tre desideri erotici che Aladino può realizzare grazie al Genio della Lampada.
Il film è ricco di scenografie con costumi principeschi arabi.

## Trama
Un turista, Aladino, trova per caso una vecchia lampada e strofinandola appare come per magia un genio che gli offre la possibilità di esprimere tre desideri. Il protagonista vive così delle stupende emozioni prima con una danzatrice del ventre, poi con una ninfomane insaziabile e con due donne. Il genio gli concede anche il quarto desiderio, cioè possedere quattro donne contemporaneamente. Aladino, ormai insaziabile, vuole avere cento donne insieme, ma il genio si rifiuta e così il protagonista ritorna alla realtà per proseguire il suo viaggio.